# Adelsheim (Adelsgeschlecht)

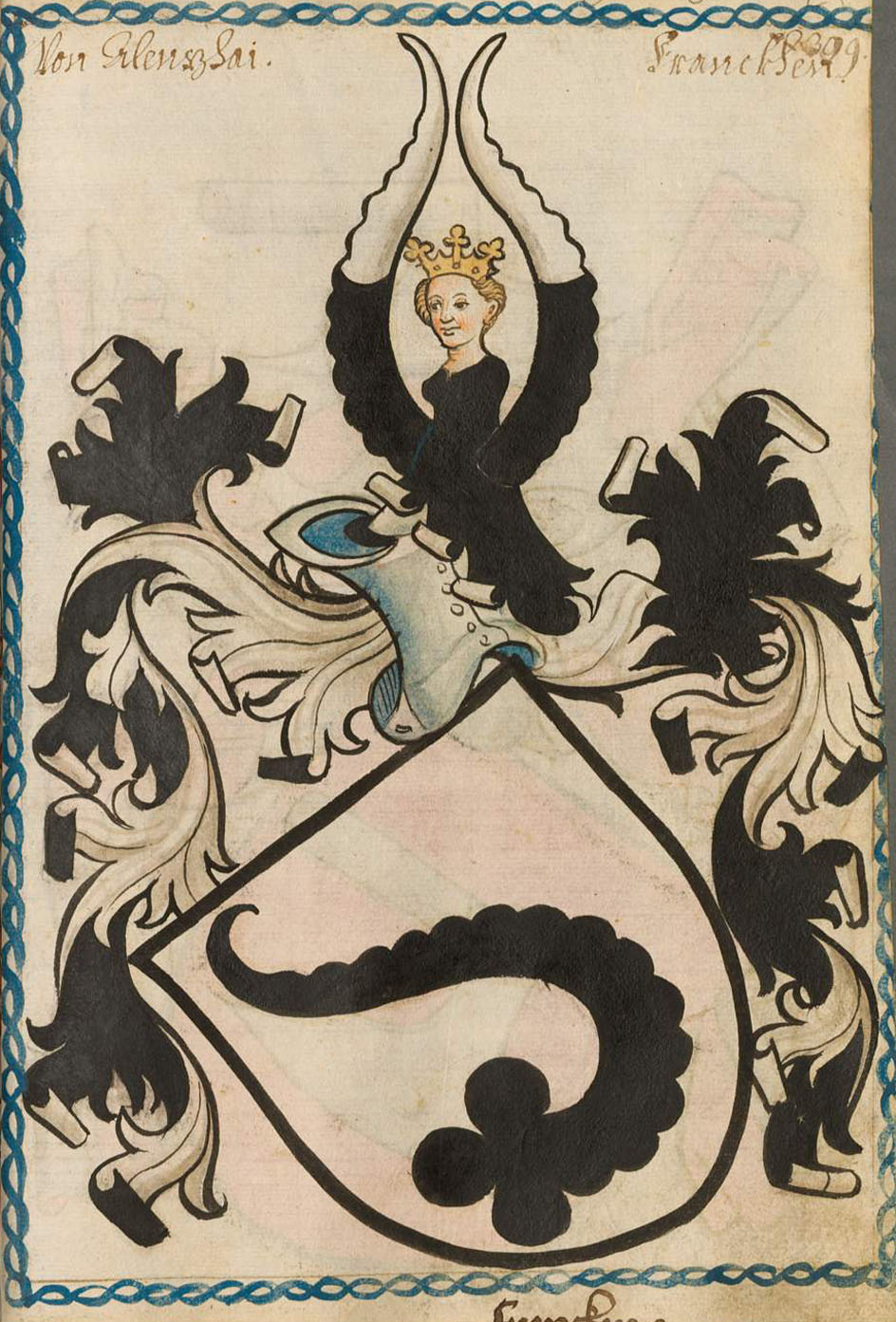
Wappen derer von Adelsheim nach dem Scheiblerschen Wappenbuch

Adelsheim (früher Alletzheim, Adol(t)zheim) ist der Name eines alten fränkisch-schwäbischen Adelsgeschlechts, dessen Zweige teils bis heute bestehen.

## Geschichte
Angehörige der Familie waren Gefolgsleute der Grafen von Dürn. Sie führten noch im 13. Jahrhundert von ihrem ursprünglichen Sitz in Dürn den Namen, was später manchmal zu genealogischen Verwechslungen mit den jüngeren Söhnen des gräflichen Hauses führte. Poppo von Duren (auch Düren), 1298 erstmals urkundlich erwähnt, erwarb Anfang des 14. Jahrhunderts die freieigene Herrschaft Adelsheim und Teile der Herrschaft Sennfeld. Er errichtete die Burg Adelsheim, von der seine Nachkommen den Namen führten.
Das Geschlecht erscheint dann erstmals mit Hans von Adelsheim 1324 urkundlich unter dem neuen Namen. Die Brüder Beringer und Poppo von Adelsheim, beide nannten sich bereits Ritter, übergaben 1347 das Eigentum ihrer Burg und Stadt Adelsheim und ihren Anteil an der Feste Herbolzheim dem Bischof von Würzburg und nahmen es gleichzeitig von ihm wieder zu Mannlehen. Das förmliche Stadtrecht erhielten die Herren von Adelsheim im Jahre 1374 von Kaiser Karl IV. für alle Leute, die unter ihrer Burg zu Adelsheim wohnten oder später dort wohnhaft wurden.
Goetz von Adelsheim wurde 1480 Unterlandvogt im Elsass und erhielt Schloss Wasselnheim bei Straßburg als Reichslehen, das jedoch seine Söhne bereits 1496 an die Stadt Straßburg verkauften.
Von 1550 bis zum Ende des 17. Jahrhunderts zählten die Herren von Adelsheim, wegen des Besitzes bzw. Teilbesitzes von u. a. Edelfingen, Binau (1714 bis 1763), Laudenberg (2. Hälfte 15. Jh.), Sennfeld, Volkshausen (hälftiger Anteil als würzburgisches Lehen), Wachbach, Hachtel und Dörtel, zur Reichsritterschaft im Ritterkanton Odenwald des fränkischen Ritterkreises. Im 16. Jahrhundert waren sie auch im Ritterkanton Rhön-Werra immatrikuliert.
Johann Friedrich von Adelsheim, Ritterrat im Kanton Odenwald, erhielt 1717 von Kaiser Karl VI. für sich und seine Nachfolger den Titel kaiserlicher wirklicher Rat. Der Freiherrenstand der Familie wurde 1830 bei der Eintragung in die Adelsmatrikel des Königreiches Bayern anerkannt.
Das Geschlecht existiert heute mit dem Namen Freiherr von Adelsheim von Ernest (Vereinrechtlich-adelsrechtliche Nichtbeanstandung einer Adoption durch Beschluss des Ausschusses für adelsrechtliche Fragen von 1951) mit einem gemehrten Wappen von 1951 (von Ernest | von Adelsheim).

### Besitz
Seit dem 14. Jahrhundert bestand in Adelsheim eine Wasserburg der Herren von Adelsheim, die erstmals 1338 erwähnt wurde. 1504 entstand daneben als zweiter Familiensitz das Oberschloss. Anstelle der 1733 durch Brand zerstörten Wasserburg wurde von 1734 bis 1738 das Unterschloss als barockes Landschloss für Friedrich Leopold von Adelsheim (1691 bis 1763) errichtet. Der Stammsitz Adelsheim (Oberschloss) befindet sich bis heute im Familienbesitz.

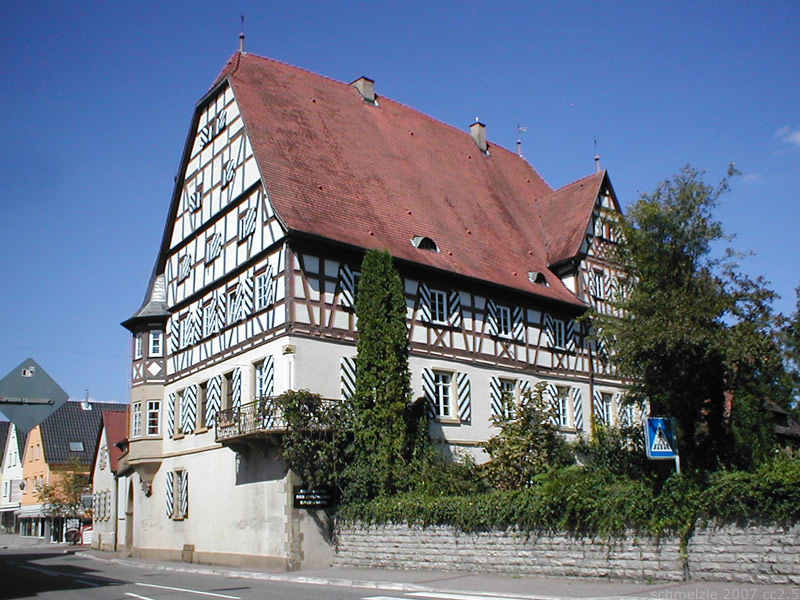
Oberschloss Adelsheim
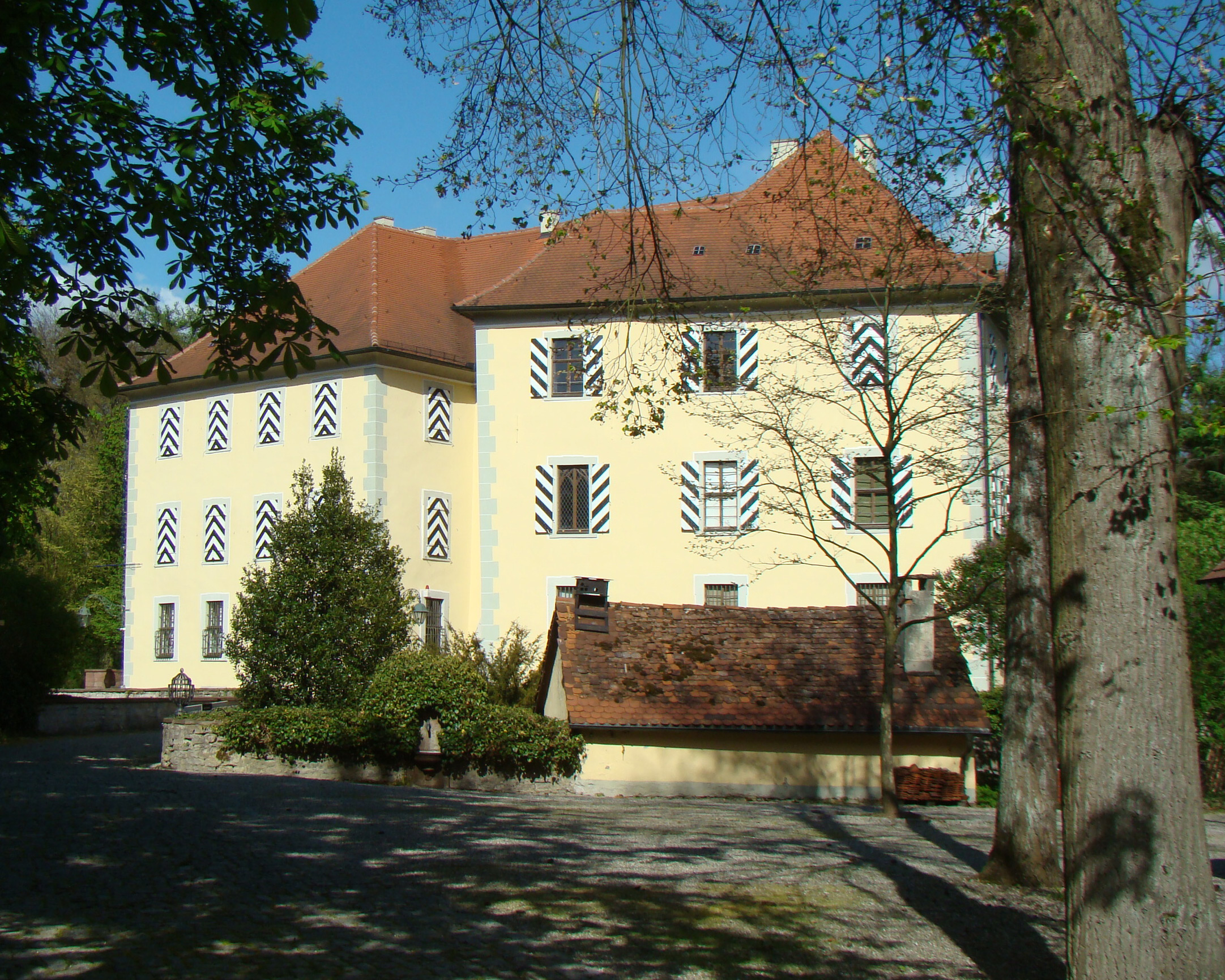
Unterschloss Adelsheim
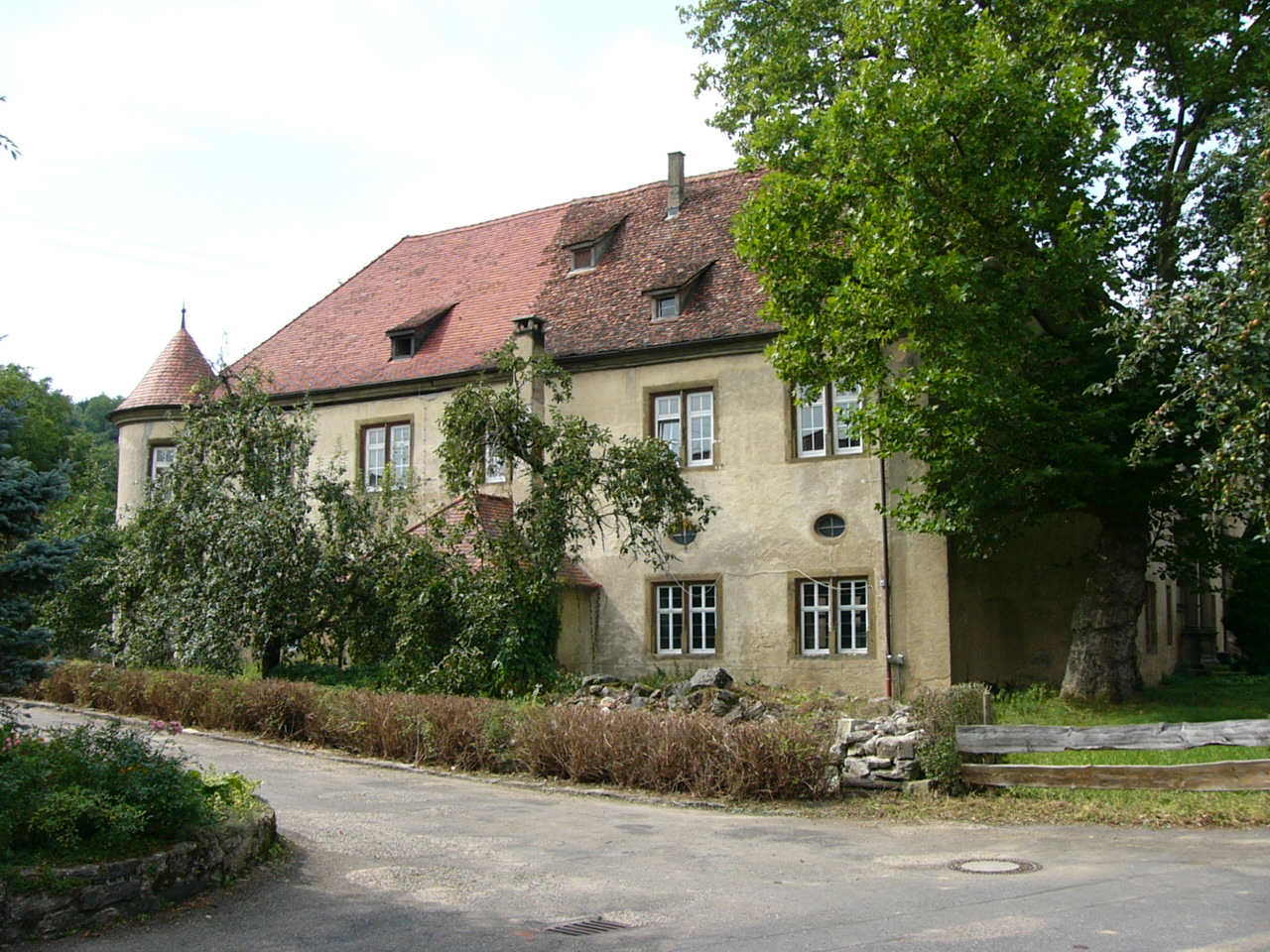
Schloss Wachbach

Von 1588 bis 1592 ließen die Herren von Adelsheim das Schloss Wachbach errichten. Edelfingen war ein Kondominium des Deutschen Ordens, der Herren von Hatzfeld und derer von Adelsheim.

## Wappen
Das Wappen zeigt in Silber ein schwarzes, senkrecht stehendes Steinbockshorn, die Spitze oben, das untere Ende kleeblattförmig. Auf dem Helm zwischen zwei schwarz-silbern geteilten Steinbockshörnern ist ein bekrönter, schwarz bekleideter Frauenrumpf. Die Helmdecken sind schwarz-silbern.
Das Geschlecht führt seit Urzeiten, gemeinsam mit den Geschlechtern Fechenbach, Dürn und Kottwitz ein Steinbock- bzw. Widderhorn im Wappen, vermutlich das redende Wappenbild der Ganerbschaft Widdern. Herbolt von Adelsheim brachte am 8. September 1422 für sich und sein ganzes Geschlecht von König Sigismund eine Wappenbesserung aus. Auf dem Helm zwischen den beiden Hörnern sollte fortan […] ein Jungfrawenbilde (Rumpf) mit einer goldenen Krone (bedeckt) und mit einem langen gelben Zopfe […] zu stehen kommen.

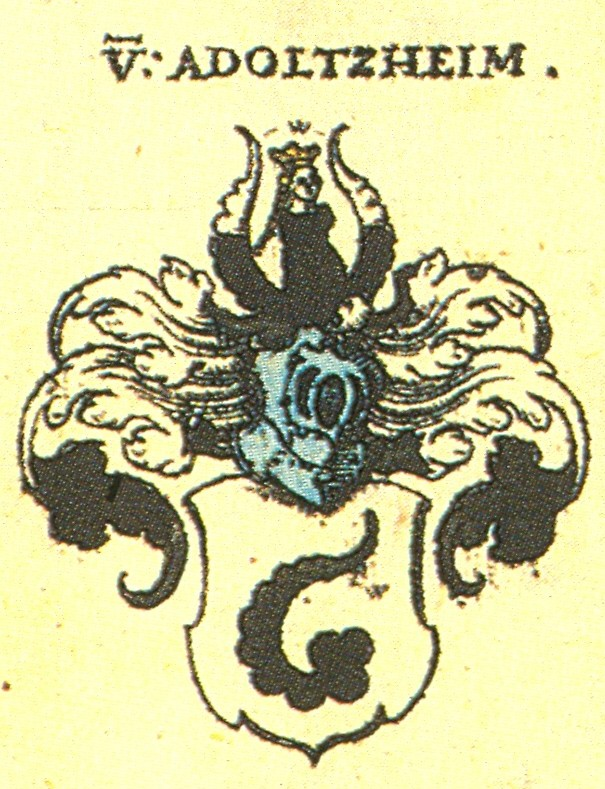
Wappen aus Siebmachers Wappenbuch
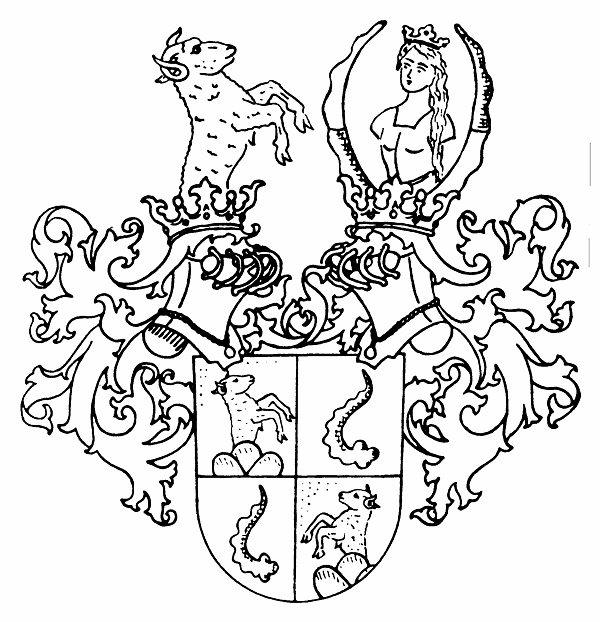
Wappen (seit 1951) derer von Adelsheim von Ernest
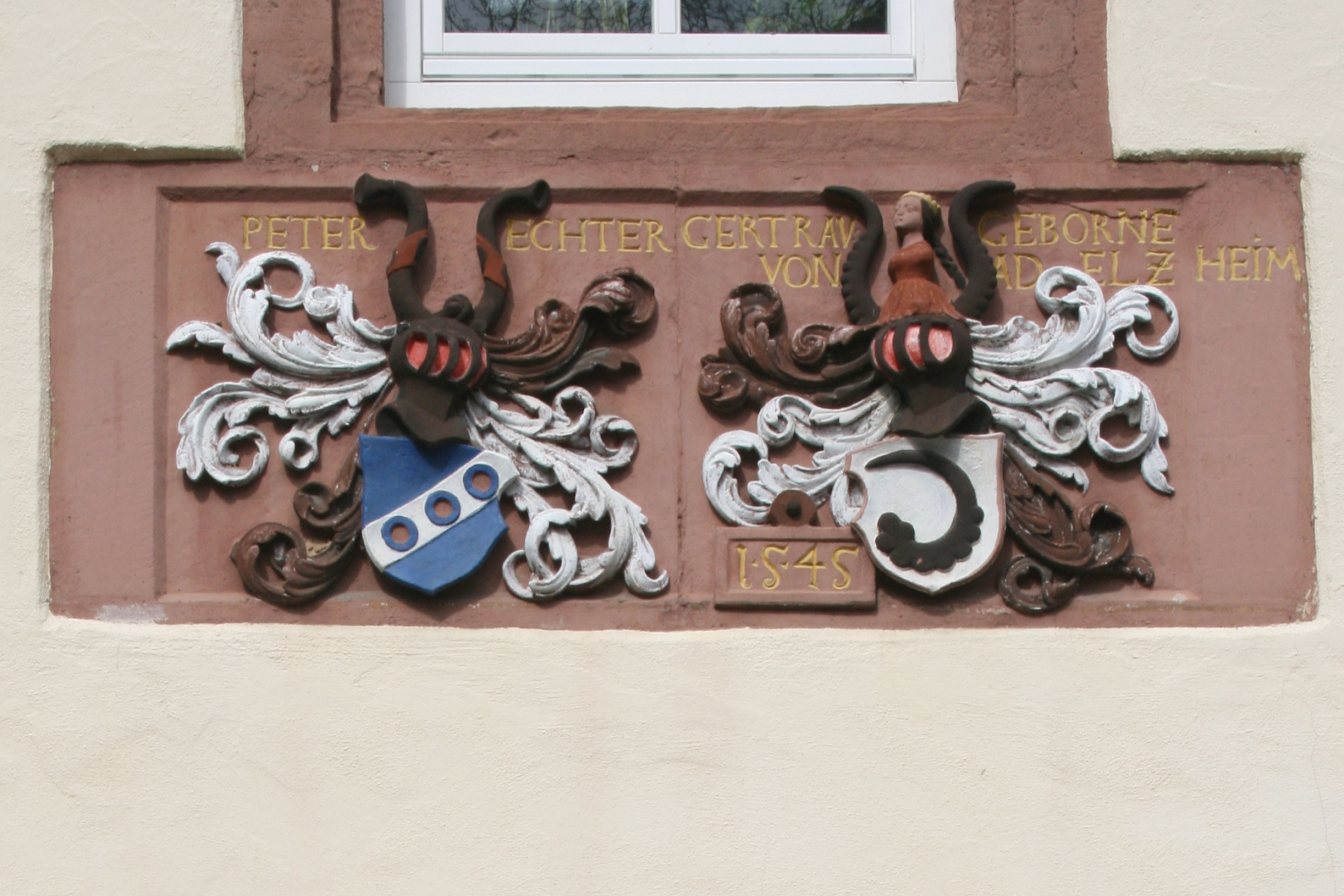
Allianzwappen von Peter Echter und seiner Frau Gertrud, geb. von Adelsheim, in Erbach

Im heutigen Stadtwappen von Adelsheim läuft das Horn im Wappen von unten nach links und oben, es ist also nach rechts offen. Das schwarze Bockshorn erscheint noch heute in einigen odenwaldischen Ortswappen.

Wappen der Stadt Adelsheim
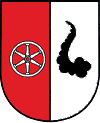
Wappen von Laudenberg, Ortsteil der Gemeinde Limbach
Wappen der Gemeinde Seckach
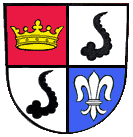
Wappen von Oberneudorf, Ortsteil der Gemeinde Buchen

## Namensträger
- Carl Joseph von Adelsheim (1790–1864), Freiherr, Major und Kunstsammler
- Louis von Adelsheim (* 1953), Kameramann und Videokünstler[7]
- Cleo von Adelsheim (* 1987), Schauspielerin und Model (Tochter d. Louis von Adelsheim)[8]

## Literatur

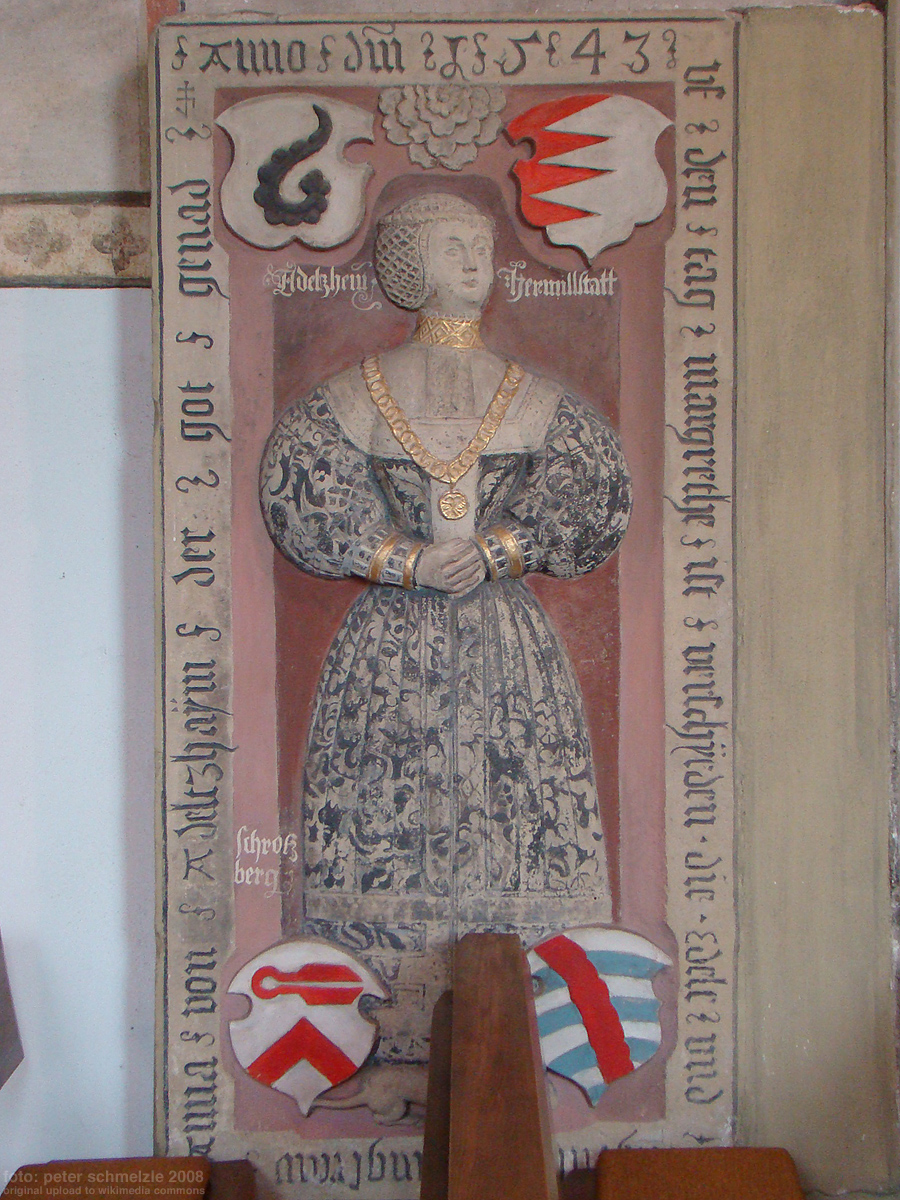
Grabplatte der Anna von Adelsheim († 1543) in der Notburgakirche Hochhausen